# Edward Cave

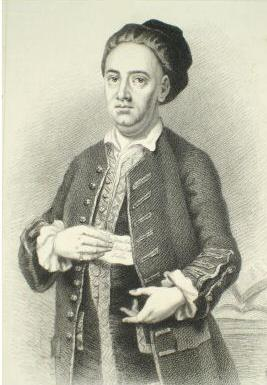
Edward Cave, gravyr av Edward Scriven efter en målning av Francis Kyte c. 1740

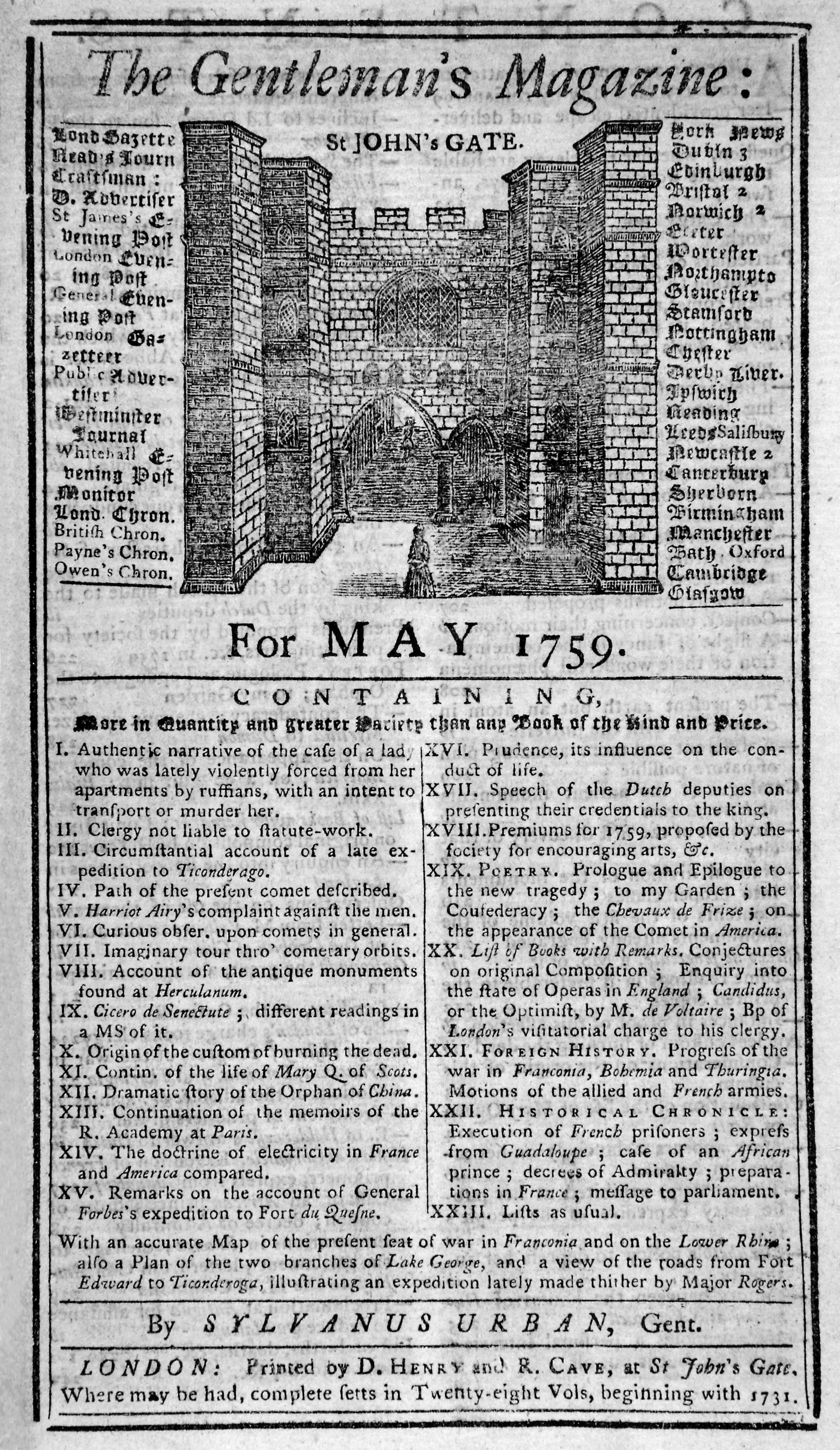
The Gentleman's Magazine, maj 1759, "Av SYLVANUS URBAN, Gent."

Edward Cave, född 27 februari 1691, död 10 januari 1754, var en engelsk boktryckare, redaktör och publicist. I och med grundandet av tidningen The Gentleman's Magazine skapade han den första moderna tidskriften.
Skomakarsonen Edward Cave föddes i Newton nära Rubgy och studerade vid en s.k. grammar school på orten, men relegerades efter att ha anklagats för att stjäla från rektorn. Han prövade på ett antal olika jobb, exempelvis som timmersäljare, reporter och skrivare. Han hade en idé om en tidskrift som skulle täcka varje ämne som den utbildade allmänheten intresserade sig för, såsom näringsliv eller poesi, och försökte övertyga flera tidningstryckare och bokförsäljare att anamma idén. Ingen visade emellertid intresse vilket resulterade i att Cave på egen hand tog tag i uppgiften. The Gentleman's Magazine lanserades 1731 och blev snart den mest inflytelserika och imiterade tidskriften under sin tid. Detta gjorde också Cave till en förmögen man.
Cave var en listig affärsman som lade mycket energi på tidskriften och sällan lämnade dess kontor vid St John's Gate. Tidskriften hade ett stort antal skribenter, bland annat Samuel Johnson, som alltid visade tacksam gentemot Cave för att denne agerat huvudarbetsgivare åt honom under många år. Cave bidrog även själv ofta med bidrag till tidningen under pseudonymen Sylvanus Urban.
Cave erhöll också en patentlicens från Lewis Paul på 250 vävspindlar till en vävmaskin vars teknik var en föregångare till water frame-spinnmaskinen. 1742 köpte han Marvels Mill i Northampton och konverterade detta till en textilfabrik, som antagligen var världens första vattendrivna spinneri. Spinneriet stängde 1761 (eller möjligtvis strax efter).
Cave led av gikt och avled vid 62 års ålder. Han är begraven vid St. James Church, Clerkenwell.